# Rape Me
«Rape Me» —en español: «Viólame»— es una canción de la banda estadounidense de grunge Nirvana. Es la cuarta canción y el segundo sencillo (junto a «All Apologies») de su tercer álbum de estudio título In Utero del año 1993.

## Historia
«Rape Me» fue escrita por el cantante y guitarrista Kurt Cobain, en un apartamento en Los Ángeles, California en 1991, en el tiempo en que el segundo álbum de la banda, Nevermind, era mezclado. Fue interpretada por primera vez en vivo el 18 de junio de 1991 en Santa Cruz, California, y tocada en la mayoría de los conciertos de la banda durante los casi 3 años siguientes. Las primeras versiones en vivo tenían un disonante y casi improvisado «antisolo» (o «solo de ruido») después del segundo coro, que fue reemplazado por un puente en la versión final.
La canción fue grabada por primera vez en estudio con la asistencia de Jack Endino en octubre de 1992 en Seattle, Washington. La banda quiso tocarla junto a «tourette's» (en ese entonces llamada «New Poopy») en los MTV Video Music Awards en Los Ángeles un mes atrás, pero la cadena de televisión temía por lo que podía desencadenar su título y contenido lírico, e insistió en que la banda debía tocar un sencillo (preferiblemente el éxito «Smells Like Teen Spirit»). La banda aceptó tocar su último sencillo, «Lithium», pero no sin antes tocar los primeros acordes de «Rape Me», lo que hizo que parte de la presentación fuera retirada del aire (en transmisiones posteriores de la ceremonia, esta introducción fue retirada).
«Rape Me» fue grabada finalmente con Steve Albini en febrero de 1993 para In Utero, y fue lanzada junto a «All Apologies» como el segundo sencillo del álbum a finales de 1993 y principios de 1994. Un video musical fue planeado, pero nunca realizado, en parte porque MTV dijo que no lo mostraría. Irónicamente, años después de la muerte de Cobain, MTV empezó a rotar una interpretación en vivo de la canción grabada en Saturday Night Live.
La canción está inspirada y guarda varias similitudes con el tema Need de Mudhoney.

## Significado
«Rape Me» generó polémica a la hora de su lanzamiento. Cobain, un conocido activista por los derechos de las mujeres, dijo en entrevistas que era una canción «antiviolación». Pese a éstas declaraciones, su título fue censurado como «Waif Me» en los lanzamientos de Wal-Mart y Kmart de In Utero, un nombre «cómico», intencionalmente escogido por Cobain (también quiso llamarlo «Sexually Assault Me»). La canción es usualmente vista como una secuela a «Polly» de Nevermind en el que Cobain narra desde el punto de vista de un violador.
Cobain frecuentemente señalaba que «Rape Me» fue escrita antes del ascenso de Nirvana al estrellato, y que no podía haber algún comentario cínico sobre la fama, como muchos sugirieron en el tiempo de lanzamiento de In Utero. Sin embargo, el puente de la canción, escrito posteriormente, parece contener referencias directas sobre este tema, con la cual tuvo problemas. Se cree que la línea «my favorite inside source» («mi fuente interna favorita») es una referencia a antiguos amigos que, supuestamente, habían revelado información a la revista Vanity Fair, que mostró una mala imagen de Cobain y su esposa Courtney Love en septiembre de 1992. Adicionalmente, se cree que la frase «I'm not the only one» («no soy el único») era la forma en que Cobain decía que su esposa e hija estaban expuestas al mismo maltrato que él sufría.

## Otras versiones
- La versión original también fue lanzada en el álbum recopilatorio de 2002, titulado Nirvana.
- La versión grabada en Saturday Night Live el 25 de septiembre de 1993 aparece en la compilación Saturday Night Live: The Musical Performances, Volume 2, y en el DVD, Saturday Night Live: 25 Years of Music, Volume 4.
- El demo grabado en octubre de 1992 aparece en la caja recopilatoria del año 2004, titulado With the Lights Out.
- Un demo acústico, aparentemente grabado en el tiempo en que Nevermind era mezclado, también aparece en With the Lights Out.
- Estas últimas 2 versiones fueron relanzadas en la compilación de 2005, titulado Sliver: The Best of the Box.
- Una versión temprana en vivo se puede encontrar en el DVD de Live at the Paramount (2011). Esta versión es levemente más lenta y con una letra un poco distinta a la publicada más tarde en 1993 en In Utero.

## Lista de canciones
CD
1. «All Apologies» - 3:50
2. «Rape Me» - 2:49
3. «Moist Vagina» - 3:34[2]

12"
- Lado A

1. «All Apologies» - 3:50
2. «Rape Me» - 2:49

- Lado B

1. «Moist Vagina» - 3:34[2]

Casete y 7"
1. «All Apologies» - 3:50
2. «Rape Me» - 2:49

 Sencillo promocional
1. «Rape Me» - 2:49
2. «All Apologies» - 3:50

## En la cultura popular
- «Rape Me» fue versionado por la banda de covers Richard Cheese en el álbum Lounge Against the Machine y por el grupo de grunge Alice in Chains donde al final parecen mofarse.
- En un episodio de la decimonovena temporada de Los Simpson, Homer decide cambiar su cuarteto por una banda de grunge llamada «Sadgasm» y tocan una canción llamada «Shave Me» (Aféitame), que parodia a «Rape Me».
- En el mismo episodio de Los Simpson, «Weird Al» hace una parodia de la canción de Homero y la titula «Brain Freeze» («cerebro congelado»).
- En el episodio de South Park «Hummels & Heroin», Cartman, Kenny, Kyle y Butters interpretan una versión de cuarteto de barberos de «Rape Me» para una casa de retiro.

## Posiciones en listas
| Año  | Sencillo  | Lista                | Posición |
| ---- | --------- | -------------------- | -------- |
| 1993 | «Rape Me» | Lista de Perú        | 3        |
| 1993 | «Rape Me» | Lista de Reino Unido | 32       |
| 1993 | «Rape Me» | Lista de Irlanda     | 20       |
| 1993 | «Rape Me» | Lista de Bélgica     | 43       |